# Forbes Magyarország

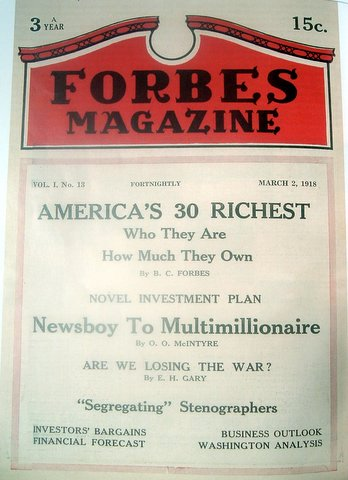
A Forbes magazin címlapja, 1918. március 2.

A Forbes Magyarország az Egyesült Államok legrégibb üzleti magazinja, a Forbes magazin magyar kiadása. Budapesti székhelyű üzleti magazin, amely magyar nyelven oszt meg főként üzleti híreket.

## Forbes magazin
A Forbes üzleti magazint B. C. Forbes alapította 1917-ben, és 2014 óta a hongkongi székhelyű Integrated Whale Media Investments befektetési csoport tulajdonában van, elnöke és főszerkesztője Steve Forbes, vezérigazgatója Mike Federle, székhelye a New Jersey Cityben található. Az amerikai és nemzetközi üzleti magazinok kategóriájában versenytársai közé tartozik a Fortune és a Bloomberg Businessweek.
A Forbes évente nyolc alkalommal jelenik meg, és pénzügyi, ipari, befektetési és marketing témájú cikkeket közöl. Emellett olyan kapcsolódó témákról is beszámol, mint a technológia, a kommunikáció, a tudomány, a politika és a jog. A lapnak van nemzetközi kiadása Ázsiában, valamint a világ 27 országában és régiójában licenc alapján előállított kiadásai. A magazin ismert listáiról és rangsorairól, többek között a leggazdagabb amerikaiakról (Forbes 400), a 30 legjelentősebb 30 év alatti fiatalról (Forbes 30 under 30), Amerika leggazdagabb hírességeiről, a világ leggazdagabb cégeiről (Forbes Global 2000), a világ legbefolyásosabb embereit tartalmazó Forbes-listáról és a világ milliárdosairól A Forbes magazin mottója: "Change the World", "Változtasd meg a világot!".
2023 májusában a Fortune arról számolt be, hogy Austin Russell megpróbálta megszerezni a vállalat 82 százalékát. 2023-ban a tranzakciót az Egyesült Államokban működő külföldi befektetésekkel foglalkozó bizottság vizsgálta. Russell cáfolta azokat a jelentéseket, amelyek szerint Magomed Muszajev orosz üzletember részt vett a tranzakcióban.

## A Forbes Magyarország alapítása
A Forbes Magyarország 2013 november eleji megjelenésekor ugyanúgy a Forbes Media LLC tulajdonában állt, mint ahogy az amerikai Forbes magazin és a forbes.com oldal. Ezek üzleti, befektetési, technológiai, vállalkozási, cégvezetési és életmódbeli híreket, információkat osztottak meg. A forbes.com az Omniture adatai szerint akkor 48 millió havi egyedi látogatóval rendelkezett. A Forbes magazin, a Forbes Asia és a Forbes Europe ötmillió emberhez jutott el a világon. A Forbes magazin iPad alkalmazása egyesítette a nyomtatott sajtót a közösségi médiával és az internettel. A cég adta ki a ForbesLife magazint, akárcsak további 28 licensszel rendelkező helyi verziót. Közép-Európában hamarosan megjelent a Forbes helyi kiadása a bolgár, a cseh, az észt, a horvát, a lengyel, a lett, a román, a szlovák és az ukrán piacon is.
A Forbes Magyarország  2013-ban először havilapként jelent meg, a Business Consulting & Media, illetve annak magyarországi cége a Mediarey Services Hungary Kft. adta ki, együttműködésben a Forbes USA-val. A Forbes Slovakiat és a Forbes Czech Republicot is kiadó Business Consulting & Media ügyvezető igazgatója, Erik Conrad elmondta, hogy büszkék arra, hogy a Forbes magazint tovább terjeszthetik a régióban, és hogy "egy újabb közép-európai piacra hozzák el ezt a tekintélyes márkát a magas színvonalú és exkluzív újságírói tartalommal".
Miguel Forbes, a Forbes világméretű fejlesztésért felelős elnöke elmondta, hogy nagyon izgatottak a Forbes magyarországi bevezetése miatt. Ezzel folytatódik gyors terjeszkedésük Kelet-Közép-Európában, amely a Forbes számára nagyon fontos stratégiai lábnyom lesz.
Első megjelenésekor a Forbes Magyarország tartalma 60 százalékban magyar üzleti hírekből, kommentárokból és cikkekből, 40 százalékban pedig az amerikai Forbes szerkesztőségi tartalmából állt.

## A Forbes Magyarország vezetési struktúrája
2025 januárjáig a Forbes Magyarország alapító-főszerkesztője Galambos Márton volt, akit a korábbi vezető szerkesztő, Zsiborás Gergő váltott. Galambos Márton a kiadó vezérigazgatójaként folytatta munkáját. A vezetőváltással párhuzamosan a Forbes Magyarország átalakította vezetési struktúráját: az addigi páros vezetést egy újonnan létrehozott vezérigazgatói pozíció váltotta fel, a tartalmi és üzleti oldalt is ennek rendelték alá.

## A Forbes nemzeti kiadványai
A Forbes és annak életmód-melléklete, a Forbes Life mellett a Forbes Asia és 45 helyi nyelvű kiadvány is megjelenik, többek között:
- Forbes Africa
- Forbes África Lusófona
- Forbes Afrique
- Forbes Argentina
- Forbes Australia
- Forbes Austria
- Forbes Baltics
- Forbes Brazil
- Forbes Bulgaria
- Forbes Central America
- Forbes Colombia
- Forbes Chile
- Forbes China
- Forbes Czech
- Forbes Dominican Republic
- Forbes Ecuador
- Forbes En Español
- Forbes Estonia
- Forbes France
- Forbes Georgia
- Forbes Greece
- Forbes Hungary
- Forbes India
- Forbes Indonesia
- Forbes Israel
- Forbes Italy
- Forbes Japan
- Forbes Kazakhstan
- Forbes Korea
- Forbes Latvia
- Forbes Lithuania
- Forbes Lusophone Africa
- Forbes Mexico
- Forbes Middle East
- Forbes Monaco
- Forbes Perú
- Forbes Poland
- Forbes Portugal
- Forbes Romania
- Forbes Russia
- Forbes Slovakia
- Forbes Spain
- Forbes Thailand
- Forbes Ukraine
- Forbes Uruguay
- Forbes Vietnam